# 쇠렌 캄
쇠렌 캄(덴마크어: Søren Kam, 1921년 11월 2일 덴마크 코펜하겐 ~ 2015년 3월 23일 독일 켐프텐)은 덴마크의 군인이다.
국가사회주의 덴마크 노동자당의 청년 조직에서 활동했다. 세계 대전 중이던 1941년부터 1945년까지 독일의 무장친위대 소속 사단인 제5SS기갑사단 비킹에서 복무하면서 덴마크에 거주하던 유대인 학살 과정에 참여했다. 1945년 2월 15일에는 기사십자 철십자장을 받았다.
1985년 덴마크 법무 당국의 수배 대상에 올랐고 2006년 9월 21일에는 독일 바이에른주 켐프텐의 감옥에 수감되었다. 2014년까지는 지몬 비젠탈 센터의 나치 독일의 전쟁 범죄자 명단에 올랐다.
2015년 3월 23일, 캄은 93세의 나이로 그의 아내가 죽은지 2주만에 켐프텐에서 사망했다.